# Petar Popović
Petar Popović (em sérvio:  Петар Поповић) (Cetinje, 13 de setembro de 1996) é um basquetebolista profissional montenegrino que atualmente joga pelo Budućnost VOLI Podgorica pela Erste Liga, EuroCopa e ABA Liga. O atleta possui 1,92m de estatura, pesa 87kg e atua na posição armador.

## Estatísticas

### EuroCopa
| Ano      | Equipe    | PJ | PT | AP   | 3P   | LL   | RT | AS | BR | TO |
| -------- | --------- | -- | -- | ---- | ---- | ---- | -- | -- | -- | -- |
| 2016-17  | Budućnost | 8  | 56 | 50   | 23.5 | 72.7 | 8  | 6  | 8  | 1  |
| 2017-18  | Budućnost | 1  | 6  | 60   | 0    | 0    | 0  | 1  | 2  | 0  |
| Carreira | totais    | 9  | 62 | 51.2 | 23.5 | 72.7 | 8  | 7  | 10 | 1  |